# Herb Gostyni

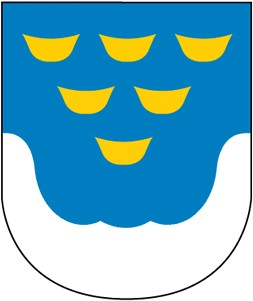

Herb Gostyni przedstawia w błękitnym tle sześć złotych (żółtych) mis. Dolna część tarczy tworzy srebrny (biały), półkolisty kształt, który ma symbolizować podróżnika (gościa). Złote misy symbolizują gościnność mieszkańców oraz położenie wsi na ważnym szlaku pomiędzy Mikołowem a Pszczyną.
Herb Gostyni nie jest obecnie używany, był stosowany w przeszłości. Rolę oficjalnego symbolu pełni herb gminy Wyry. 